# Plagiognathus schaffneri
Plagiognathus schaffneri är en insektsart som beskrevs av Schuh 2001. Plagiognathus schaffneri ingår i släktet Plagiognathus och familjen ängsskinnbaggar. Inga underarter finns listade i Catalogue of Life.